# توم كونتي
توم كونتي (بالإنجليزية: Tom Conti)‏ (و. 1941  م) هو ممثل مسرحي، وممثل أفلام بريطاني.

## التعليم
تعلم في المعهد الملكي في اسكتلندا.

## جوائز وترشيحات
حصل على جوائز منها:
جوائز
- جائزة توني لأفضل ممثل في مسرحية [الإنجليزية]‏ (1979)
- جائزة لورنس أوليفيه

ترشيحات
- جائزة الأوسكار لأفضل ممثل (1983)

ترشح لـ:
- جائزة الأوسكار لأفضل ممثل، عن عمل: Reuben, Reuben [الإنجليزية]‏ (1983).

## وصلات خارجية
- توم كونتي على موقع IMDb (الإنجليزية)
- توم كونتي على موقع ألو سيني (الفرنسية)
- توم كونتي على موقع ميوزك برينز (الإنجليزية)
- توم كونتي على موقع أول موفي (الإنجليزية)
- توم كونتي على موقع قاعدة بيانات برودواي على الإنترنت (الإنجليزية)
- توم كونتي على موقع قاعدة بيانات الأفلام السويدية (السويدية)
- توم كونتي على موقع إن إن دي بي (الإنجليزية)
- توم كونتي على موقع قاعدة بيانات الفيلم (الإنجليزية)
- توم كونتي على موقع كينوبويسك (الروسية)